# Alexandre (fill de Ptolemeu III)
Alexandre (setembre/octubre del 242 aC - 221 aC?) va ser un príncep làida, fill de Ptolemeu III Euergetes i possiblement de Berenice II, filla de Magas, rei de Cirene.
No se sap res de la seva vida més enllà de l'esment del seu nom en una plataforma trobada a l'antiga ciutat etòlica de Thermos. A la plataforma, que era una base d'estàtues, s'hi esmenta la família reial de Ptolemeu III. A sobre d'ella hi havia disposades en ordre les estàtues de Ptolemeu III seguides de les del seu suposat successor, Ptolemeu, la seva dona Berenice, les filles d'Arsínoe i Berenice, i finalment la resta dels fills. El nom del primer no es conserva, però probablement fos Lisímac i després d'ell segueixen Alexandre i Magas. Probablement també existís una estàtua d'Alexandre en un monument a Delfos, però el seu nom no s'hi conserva.
La seva data de naixement es dedueix que va ser entre setembre i octubre de 242 aC. La seva mare no s'anomena explícitament, però Berenice II és l'única opció possible amb les fonts disponibles. Si encara vivia l'any 221 aC, quan Ptolemeu IV va purgar aquells que considerava una amenaça pel seu poder, és probable que també fos executat aleshores.